# Jörg Dallmann
Jörg Dallmann (Erfurt, 10 augustus 1979) is een Duitse voormalige langebaanschaatser. Hij was gespecialiseerd in de middellange afstanden (1000 en 1500 meter) en de ploegenachtervolging.
Dallmann stond in 1993 voor het eerst op de schaats bij de lokale ijsvereniging: Eisschnelllauf Club Erfurt. Bij nationale kampioenschappen haalde hij diverse malen het podium, maar internationaal lukte hem dat nooit tot 2008. Tijdens de WK Afstanden 2008 behaalde Dallmann met het Duitse team een derde plaats op de ploegenachtervolging.
In 2003 werd Dallmann nationaal kampioen op de 500 meter, in 2005 won hij de 1500 meter.

## Persoonlijke records
| Afstand     | Tijd     | Datum            | Baan    |
| ----------- | -------- | ---------------- | ------- |
| 500 meter   | 36,44    | 27 februari 2010 | Berlijn |
| 1000 meter  | 1.09,49  | 6 december 2009  | Calgary |
| 1500 meter  | 1.46,28  | 4 december 2009  | Calgary |
| 3000 meter  | 3.51,50  | 27 februari 2001 | Calgary |
| 5000 meter  | 6.44,02  | 17 november 2002 | Erfurt  |
| 10000 meter | 14.17,40 | 28 december 2002 | Erfurt  |

## Resultaten
| Jaar | WK Sprint | WK Afstanden |
| ---- | --------- | ------------ |
| 2009 |           | 15e          |
| 2010 | 23e       |              |